# 남강정사
남강정사(南崗精舍)는 대한민국 전북특별자치도 김제시 금구면 상신리에 있는 건축물이다. 1983년 8월 24일 전라북도의 기념물 제64호로 지정되었다.

## 개요
구한말의 충신 장태수(1841∼1910) 선생이 순국한 집이다.
그는 철종 12년(1861) 문과에 급제한 후 여러관직을 거쳐 병고참의·대사간 등의 벼슬을 지낸후 고향에 돌아와 신명학교를 세워 인재를 길러 냈으나 일제시대 때 폐교되었다. 1910년 일본에게 주권을 빼앗기자 ‘자죄문’을 지어 나라를 잃은 것을 자책하고 단식으로 목숨을 끊고자 하였다. 단식을 하는 중에 ‘고대한동포문(告大韓同胞文)’을 주권회복을 호소하였고, 단식 20여일이 지난 11월 27일 생가에서 숨을 거두웠다.
옛 모습 그대로 유지하고 있는 이 집은 아담한 초가집으로 소박하고 건실한 느낌이며, 사라져가는 이 지방 초가집의 일면을 잘 보여주고 있다.

## 참고 문헌
- 남강정사 - 국가유산청 국가유산포털